# Théo Golliard
Théo Golliard (Riaz, 27 september 2002) is een Zwitsers voetballer die doorgaans als middenvelder speelt. Hij komt uit voor Helmond Sport, dat hem huurt van BSC Young Boys.

## Carrière
Golliard begon zijn voetballoopbaan bij FC Fribourg, waarna hij in 2019 werd opgenomen in de academie van BSC Young Boys. Hij speelde hier in verschillende jeugdelftallen. Op 13 februari 2022 zat hij voor het eerst op de bank bij de eerste selectie, tegen FC Basel (3-1). Op 21 augustus 2022 mocht hij zijn debuut maken, in de beker tegen FC Schoenberg (10-1). Hij kwam met nog een halfuur te spelen in het veld voor Donat Rrudhani.

#### Verhuur aan Vaduz
Voor het seizoen 2023/24 werd Golliard verhuurd aan het Liechtensteinse FC Vaduz, dat uitkwam in de Zwitserse Challenge League. Hij speelde bijna alle competitiewedstrijden, waarin hij vijf keer scoorde. Ook nam hij met Vaduz deel aan de Liechtensteinse voetbalbeker, die werd gewonnen. In de finale werd er met 5-0 van FC Triesenberg gewonnen. Golliard maakte twee doelpunten. Door het winnen van die beker speelde Golliard ook kwalificatiewedstrijden voor de UEFA Conference League, tegen Neman Grodno. Deze ging over twee wedstrijden verloren.

#### Verhuur aan Helmond Sport
Voor het seizoen 2024/25 verhuurde Young Boys Golliard aan Helmond Sport. Hij debuteerde op 30 augustus tegen VVV-Venlo (3-0) en gaf meteen een assist. Een week later, tegen De Graafschap, maakte hij zijn eerste doelpunt (3-2). 

## Interlandcarrière
Golliard speelde een aantal interlands voor Zwitserland –20.

## Statistieken
| Seizoen | Club            | Competitie       | Competitie | Competitie | Beker | Beker | Overig | Overig | Totaal | Totaal |
| Seizoen | Club            | Competitie       | Wed.       | Dlp.       | Wed.  | Dlp.  | Dlp.   | Dlp.   | Wed.   | Dlp.   |
| ------- | --------------- | ---------------- | ---------- | ---------- | ----- | ----- | ------ | ------ | ------ | ------ |
| 2022/23 | BSC Young Boys  | Super League     | 0          | 0          | 1     | 0     | 0      | 0      | 1      | 0      |
| 2023/24 | → FC Vaduz      | Challenge League | 36         | 5          | 4     | 2     | 2      | 1      | 42     | 8      |
| 2024/25 | BSC Young Boys  | Super League     | 0          | 0          | 1     | 0     | 0      | 0      | 1      | 0      |
| 2024/25 | → Helmond Sport | Eerste divisie   | 31         | 6          | 1     | 0     | 0      | 0      | 32     | 6      |
| Totaal  | Totaal          | Totaal           | 67         | 11         | 7     | 2     | 2      | 1      | 76     | 14     |

Bijgewerkt op 15 april 2025.

## Erelijst
Young Boys
- Super League: 1x (2022/23)
- Zwitserse voetbalbeker: 1x (2022/23)

 FC Vaduz
- Liechtensteinse voetbalbeker: 1x (2023/24)